# Bistum Strongoli

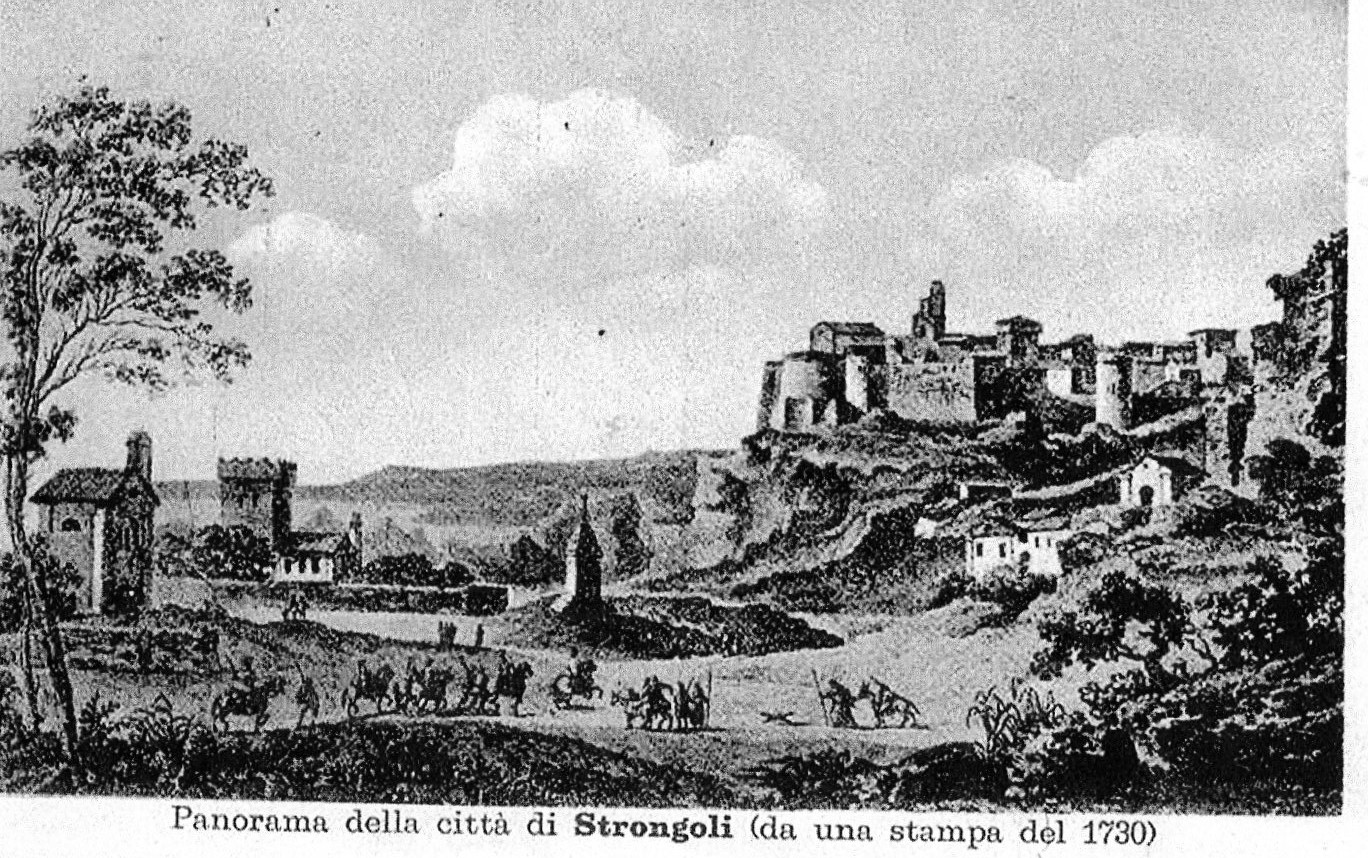
Panorama von Strongoli, um 1730

Das Bistum Strongoli war eine römisch-katholische Diözese in Italien mit Bischofssitz in Strongoli. Es war ein Suffraganbistum des Erzbistums Santa Severina.

## Geschichte
Das Bistum Strongoli geht zurück auf das im 3. Jahrhundert begründete Bistum Petelia. Im Jahr 546 wurde das Bistum Petelia in Bistum Strongoli umbenannt. Sein Territorium umfasste lediglich das Stadtgebiet von Strongoli. Historisch gesichert ist als erster Bischof Madius, der 1178 in einer allerdings gefälschten Urkunde des Erzbischofs Nikolaus von Messina als Zeuge erwähnt wird. Gesichert ist allerdings die Teilnahme eines Bischofs von Strongoli beim Dritten Laterankonzil von 1179, dessen Name allerdings nicht gesichert überliefert ist, möglicherweise ein Ireneus.
Am 27. Juni 1818 wurde das Bistum durch die Bulle De utiliori von Papst Pius VII. aufgehoben und sein Territorium wurde dem Bistum Cariati angegliedert.
Seit 1969 wird Strongoli als Titularbistum verliehen.